# Exèrcit micènic
L'exèrcit micènic era l'exèrcit de la Grècia micènica (ca. 1600–1100 aC) que va permetre l'expansió d'aquesta civilització pel mar Egeu i la part occidental d'Anatòlia. La naturalesa militar d'aquesta civilització a finals de l'edat del bronze és evident pel gran nombre d'armes trobades, les representacions en l'art contemporani de guerrers i combats, i també pels gravats grecs preservats escrits en lineal B.
Els exèrcits micènics es basaven en infanteria pesant, amb llances i escuts, com en el cas d'altres potències contemporànies. Al segle xiii aC les unitats micèniques van patir una transformació en tàctiques militars i armament. Alguns tipus representatius d'armadures i armes micèniques són el casc d'ullals de senglar i l'escut en forma de vuit.
Aquest ethos militar micènic va inspirar posteriorment la tradició de l'antiga Grècia i, especialment, les èpiques d'Homer, les quals se centren en la naturalesa heroica de l'elit de guerrers de l'era micènica.

## Context

El Mediterrani Oriental i l'Orient Pròxim durant el (la Grècia micènica, en color rosat).

A finals del segle xiii aC, la civilització minoica de Creta va entrar en declivi i va ser reemplaçada per la civilització micènica, una civilització militarista. El centre d'aquesta civilització era Micenes, ciutat de la qual deriva el nom de la civilització. Els micènics es van expandir, establint colònies pel mar Egeu, Xipre, l'Epir, Macedònia, Àsia Menor i Xam, entre d'altres. La Grècia micènica estava dividida en estats palatins, controlats per reis amb poder religiós i potser també militar i jurídic. Els palaus exercien el control de pràcticament totes les indústries dins del regne. Els estats més importants es trobaven a Micenes, Tirint, Pilos i Tebes.
El comerç en el Mediterrani tenia un paper molt important en l'economia micènica. Els micènics van innovar també en els camps de l'enginyeria, arquitectura i infraestructura militar, aquesta última era controlada directament des dels centres palatins.
Al voltant del 1250 aC es va veure la primera onada de destrucció en diferents centres de la Grècia continental per causes que els arqueòlegs desconeixen. Aquests incidents semblen haver desencadenat l'enfortiment massiu i expansió de les fortificacions en diversos llocs. En alguns casos, es van fer arranjaments per crear passadissos subterranis que portaven a cisternes sota terra. Tanmateix, cap d'aquestes mesures semblen haver evitat la destrucció final dels centres palatins micènics el segle xii aC. Les raons que van portar al col·lapse de la civilització micènica són discutides entre els erudits; dues de les teories més comunes són el moviment de població i els conflictes interns.

## Ethos militar

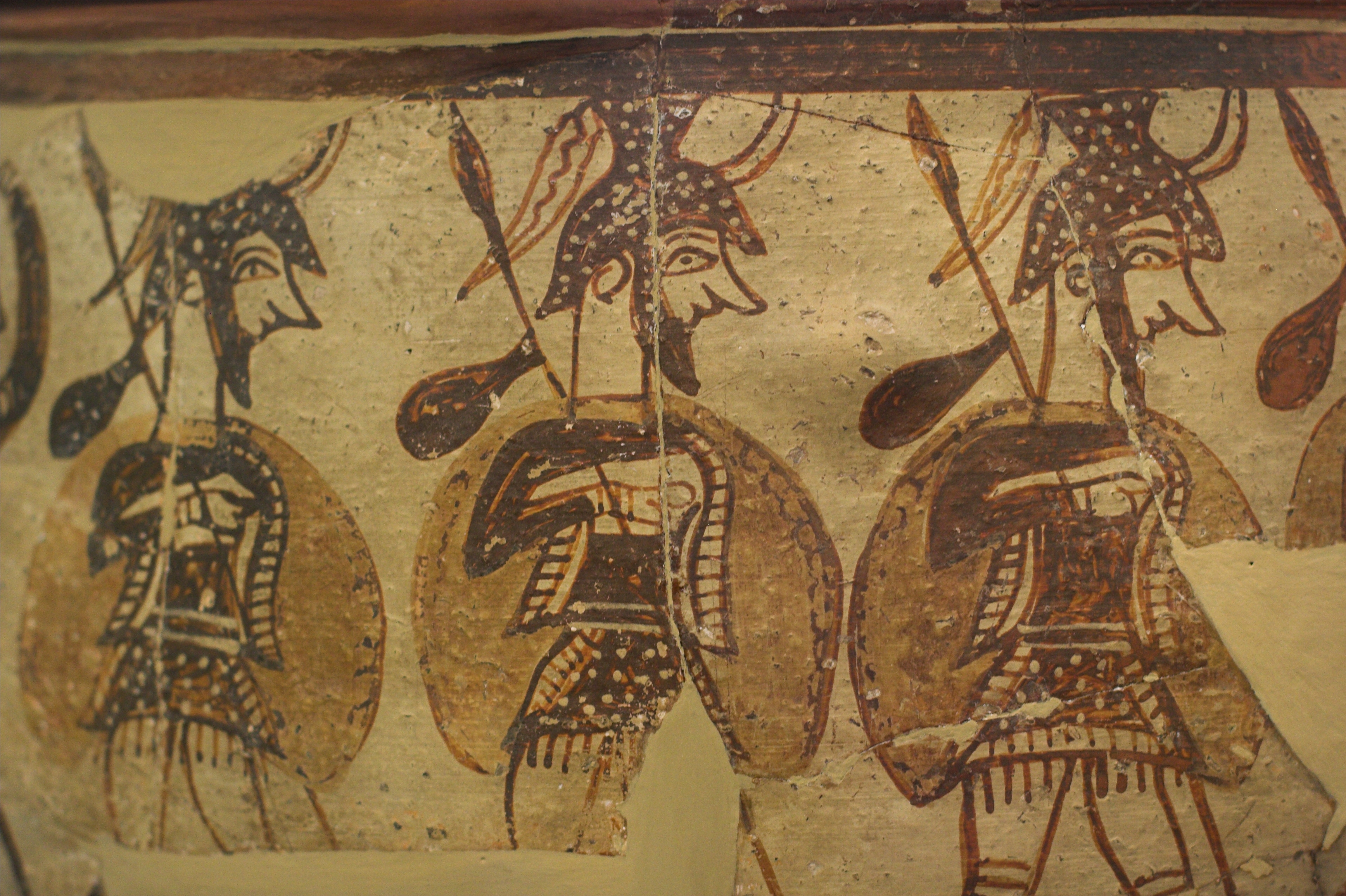
Crater que mostra soldats desfilant, Micenes, c. 1200 aC.

La presència de l'aristocràcia militar important i influent que es va formar a la societat micènica fa una forta impressió de gent violenta i bel·licosa. Aquesta impressió de militarisme es reforça amb les fortificacions erigides a la Grècia micènica, la gran quantitat i qualitat de les armes recuperades de les tombes reials micèniques, representacions artístiques d'escenes de guerra i proves textuals que provenen de documents escrits en lineal B. L'escriptura lineal B també ofereix detalls sobre l'organització del personal militar, mentre que la producció militar i la logística estaven supervisades per una autoritat central dels palaus. Segons els documents del palau de Pilos, cada comunitat rural (la damos) tenia l'obligació d'aportar un nombre concret d'homes que havien de servir en l'exèrcit; l'aristocràcia també feia un servei similar.
Les principals divinitats que semblen tenir una naturalesa bel·licosa eren Ares (en escriptura lineal B: A-re) i Atena Potnia (en escriptura lineal B: A-ta-na Po-ti-ni-ja).

## Armament

### Armes ofensives

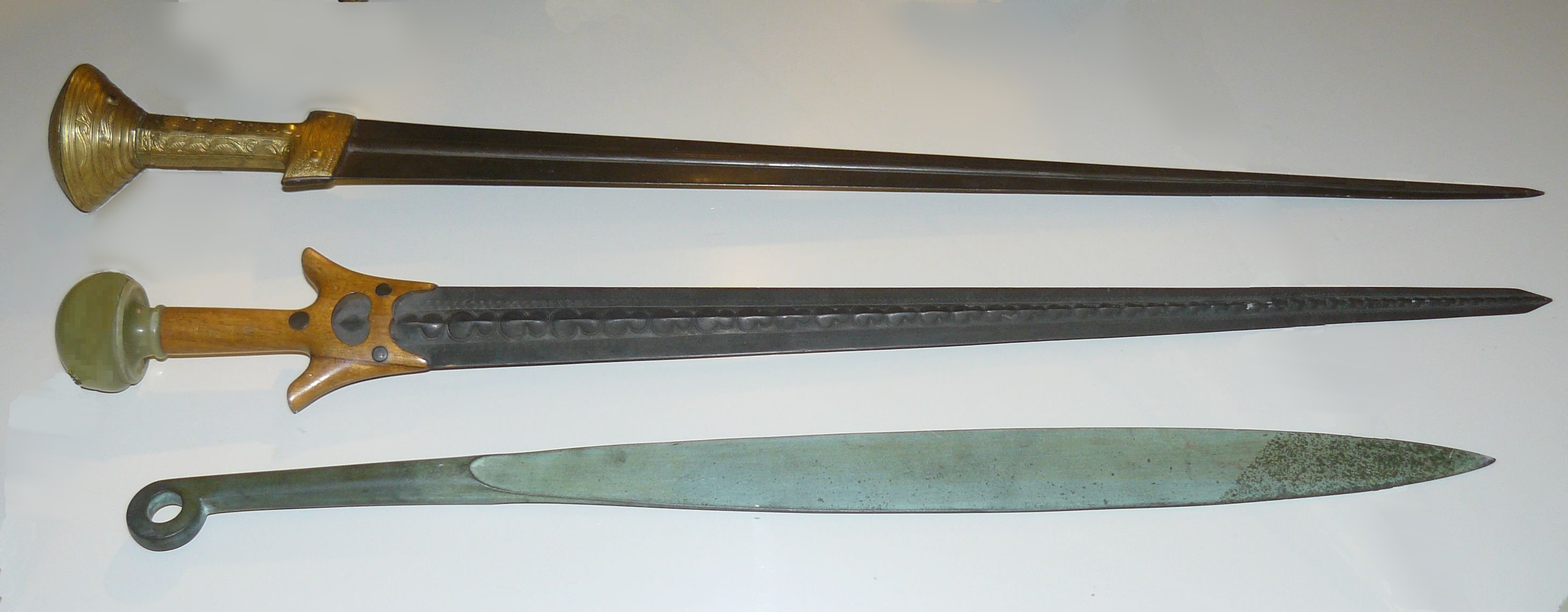
Espases micèniques reconstruïdes.

Inicialment, les llances eren llargues, de més de 3 metres de llarg, i possiblement s'havien d'agafar amb les dues mans. Durant els segles micènics posteriors, se'n van adoptar versions més curtes, que normalment s'acompanyaven amb escuts de tipus petits, principalment de forma circular. Aquestes petites llances s'utilitzaven tant en el combat cos a cos com per ser llançades.

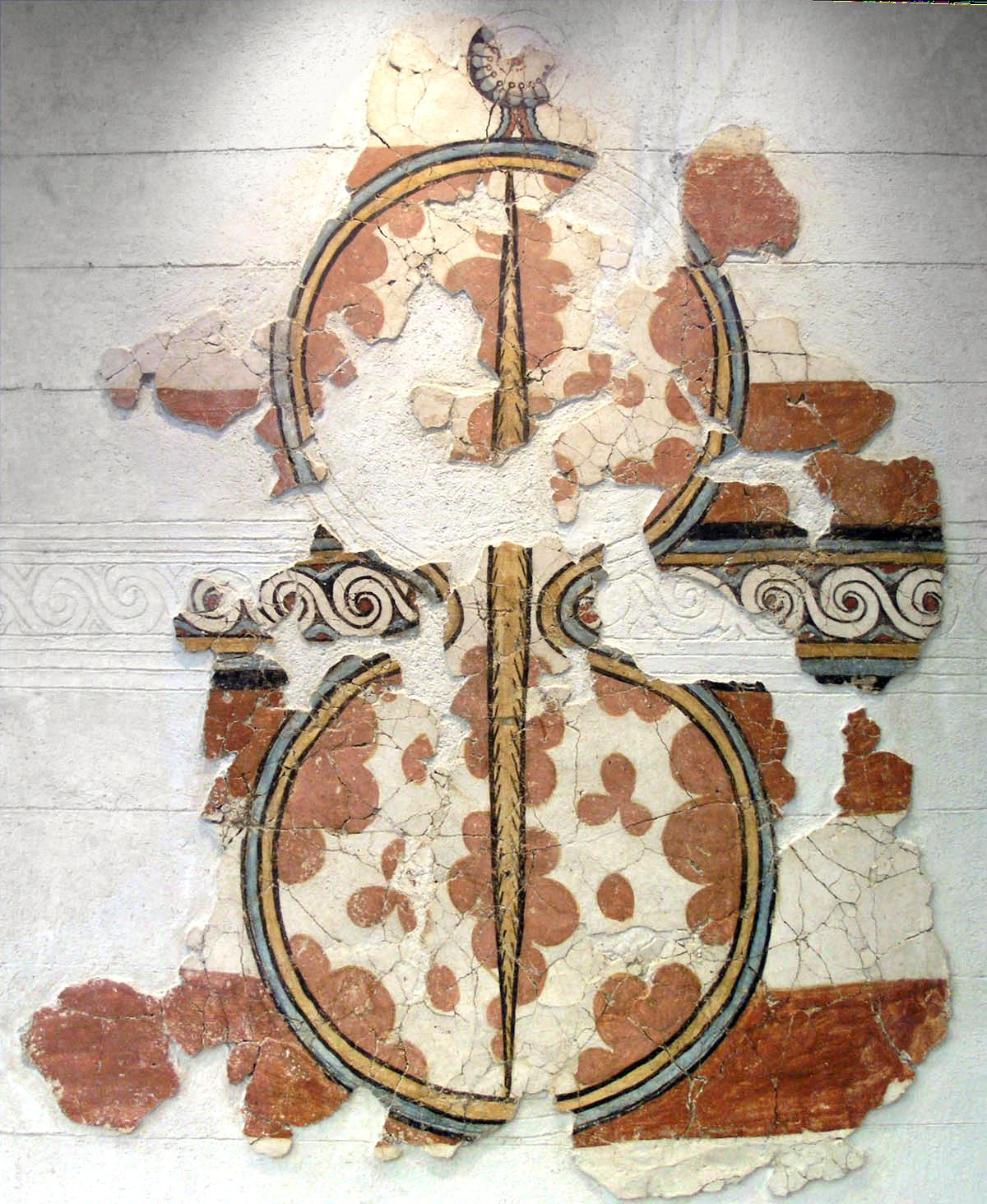
Representació d'un escut en forma de vuit, datada del

A partir del segle xvi aC, van aparèixer espases amb punta arrodonida, amb un mànec que era una extensió de la fulla. Feien 130 cm de llarg i 3 cm de diàmetre. Un altre tipus, l'espasa d'un sol fil, era una peça sòlida de bronze d'entre 66 cm i 74 cm de llargada. Aquesta espasa més curta s'utilitzava probablement per combats propers. Durant el segle xiv aC, els dos tipus es van modificar progressivament, amb mànecs més forts i fulles més curtes. Finalment, al segle xiii aC, un nou tipus d'espasa, la Naue II, va esdevenir popular a la Grècia micènica.
L'arc es feia servir en els camps de batalla ja des d'un període primerenc. Algunes altres armes ofensives que s'utilitzaven eren maces, destrals, fones i javelines.

### Escuts

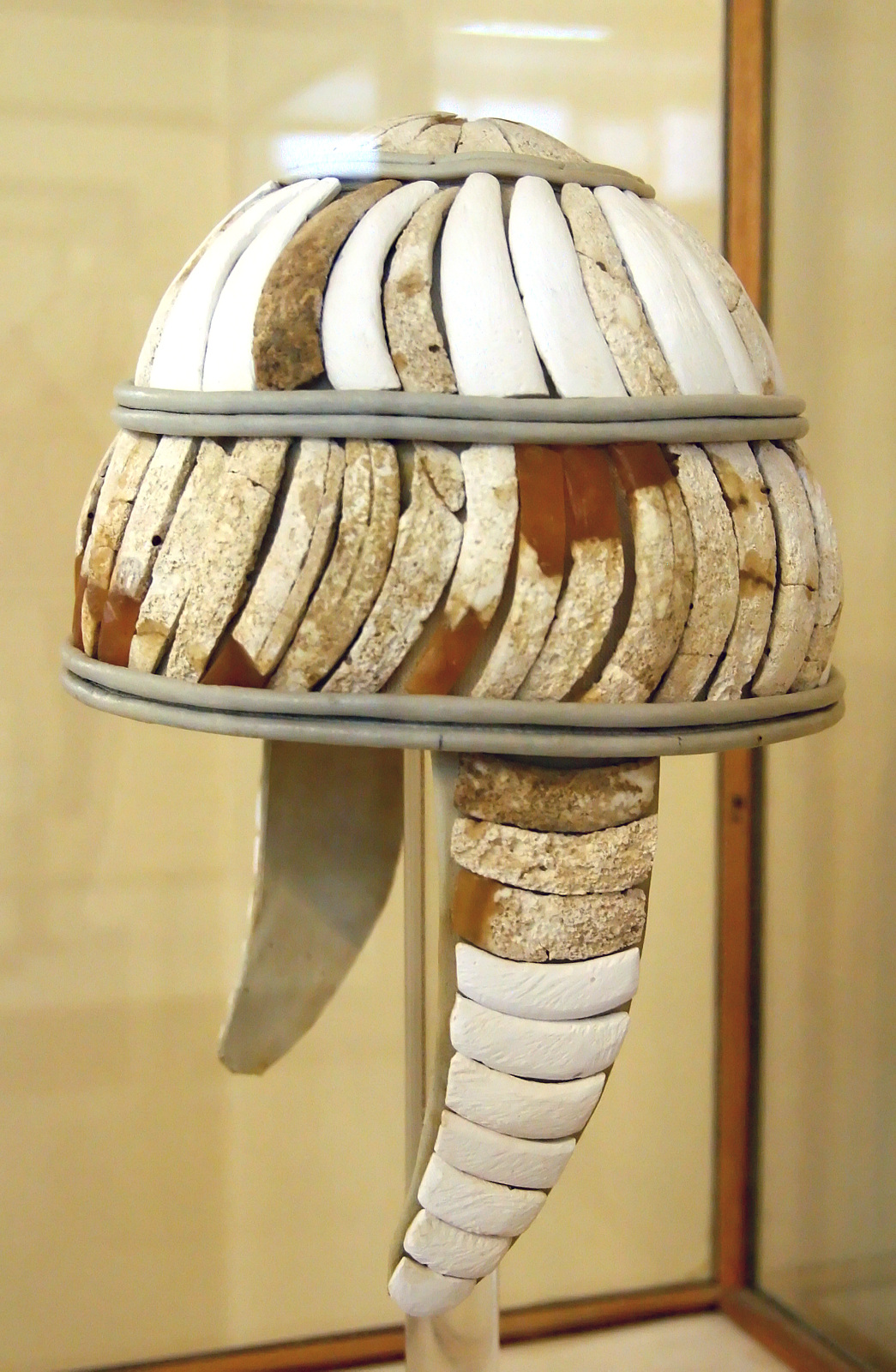
Els cascs d'ullals de senglar eren típics en la guerra micènica.

Els exèrcits micènics primerencs utilitzaven "escuts de torre", grans escuts que cobrien gairebé tot el cos. Tanmateix, amb la introducció de l'armadura de bronze, aquest tipus es va utilitzar menys, tot i que no es va deixar de fer servir, tal com ho demostra la iconografia. Els escuts en forma de 8 van esdevenir el tipus més comú d'escuts micènics. Aquests escuts estaven fets de diverses capes de pell de toro, i en alguns casos es reforçaven amb làmines de bronze. Durant el període micènic tardà, es van adoptar tipus d'escuts més petits. O bé eren d'una forma completament circular, o gairebé circulars, amb una part tallada de la part inferior. Aquests estaven fets de diverses capes de cuir amb un botó de bronze i reforços. Només ocasionalment semblen haver estat fets completament de bronze.

### Cascs

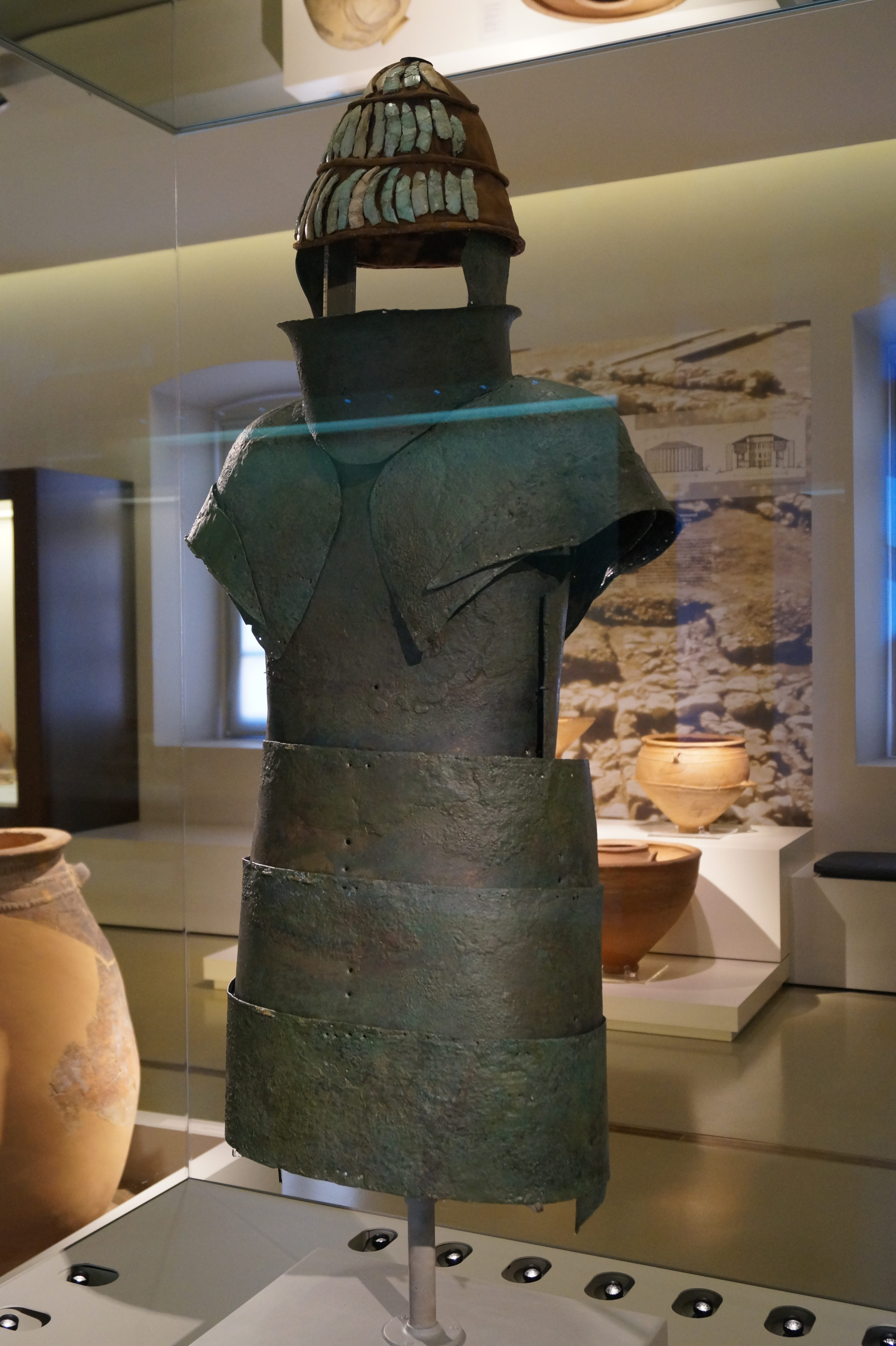
La panòplia de Dendra, del.

El tipus de casc micènic més comú és el cònic reforçat amb ullals de senglar. Aquest tipus es feia servir molt, i es va convertir en la peça d'armadura micènica més identificable, des del principi fins al col·lapse de la cultura micènica. També és conegut a través de diverses representacions en l'art contemporani a Grècia i al Mediterrani. El casc d'ullals de senglar consistia en una gorra amb tires de feltre, amb diverses files d'ullals de senglar cosits. Feia falta matar 30 senglars per la fabricació d'un casc d'aquest tipus, i simbolitzava la traça en la caça de la persona que el duia, a més de les seves habilitats com a guerrer. A la Ilíada d'Homer, Odisseu porta un casc d'ullals de senglar.
També es feien servir cascs fets completament de bronze, alguns dels quals tenien grans proteccions per a les galtes, probablement cosides o reblades al casc, com també un nus per aguantar un plomall. Es feien servir petits forats a les proteccions i la part inferior del casc per la fixació del farciment intern. També es feien servir altres tipus de casc de bronze; durant la part final del període micènic, es va utilitzar el casc amb banyes fet de tires de cuir.

### Armadura
Una peça d'armadura micènica és la panòplia de Dendra (ca. 1450–1400 aC), que consistia en la cuirassa d'un equip sencer fet de diversos elements de bronze. Era flexible i prou confortable per ser utilitzada per lluitar a peu, amb el pes total de l'armadura rondant els 18 kg. S'han trobat restes d'armadures micèniques a Tebes (ca. 1350–1250 aC), entre les quals hi ha proteccions d'espatlla, més petites que les de Dendra, amb plaques addicionals per protegir la part superior dels braços, enganxades a la part inferior de les proteccions d'espatlla.
L'ús d'armadures d'escates és evident durant els segles micènics finals, tal com es mostra en la iconografia i en troballes arqueològiques. En general, la major part de característiques de la panòplia hoplita de la Grècia clàssica ja es coneixien a la Grècia micènica.

## Transport

### Carros

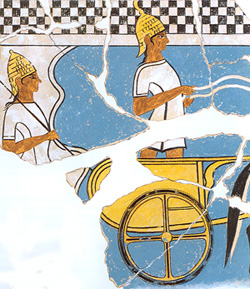
Representació d'un carro en un fresc de Pilos, c. 1350 aC. Les rodes dels carros acostumaven a ser de quatre radis.

El carro de dos cavalls va aparèixer a la Grècia continental com a mínim durant el segle xvi aC. Els carros micènics eren diferents dels carros utilitzats per potències contemporànies de l'Orient Mitjà. Segons els documents en lineal B preservats, els estats palatins de Knossos i Pilos en tenien alguns centenars. El tipus de carro micènic més comú era el "carro dual", que va aparèixer a mitjans del segle xv aC. Al segle xiv aC va aparèixer una versió més lleugera, el carro de rail, el qual tenia una cabina oberta i probablement s'utilitzava com a transport pel camp de batalla més que per lluitar.

### Vaixells
Els vaixells micènics eren embarcacions de poc calat que es podien atracar en badies sorrenques. Eren vaixells de mides diverses i tenien quantitats de remers diferents. El vaixell més gran probablement tenia una tripulació de 42–46 remers, amb un controlador del timó d'espadella, un capità, dos guardes i un grup de guerrers.
El tipus més comú de vaixell micènic, basant-se en les descripcions de l'art contemporani, era la galera amb rems amb un buc llarg i estret. La forma del buc es construïa de tal manera que es maximitzés el nombre de remers. Així, es podia atènyer una major velocitat sense que importessin les condicions de vent. Tot i que tenia pal i veles, era menys eficient que un veler. Tanmateix, la galera micènica oferia certs avantatges: malgrat ser més lleugera que el veler amb rems dels minoics de Creta, tenia més capacitat per remers. El seu mecanisme de direcció era un timó d'espadella triangular, precursor del timó de direcció posterior de la Grècia arcaica.

## Fortificacions
La construcció d'estructures defensives estava estretament relacionada amb l'establiment de centres palatins a la Grècia continental. Els principals centres micènics estaven ben fortificats i generalment situats en un terreny elevat, com a Atenes, Tirint i Micenes, o en planes costaneres, com en el cas de Gla. Els grecs micènics apreciaven el simbolisme de la guerra tal com s'expressava en l'arquitectura defensiva; així doncs, aspiraven també a què les fortificacions fossin impressionants visualment.
Les muralles es construïen en estil ciclopi, consistent en muralles construïdes amb grans pedres sense treballar, de més de 8 metres de gruix i d'un pes de diverses tones. El terme ciclopi fou creat pels grecs de l'era clàssica, que creien que només els gegants de la mitologia, els ciclops, podrien haver construït aquestes estructures megalítiques. D'altra banda, la maçoneria de pedra tallada s'utilitzava només en i al voltant de portells.

## Conquestes militars

### Tàctiques i evolució

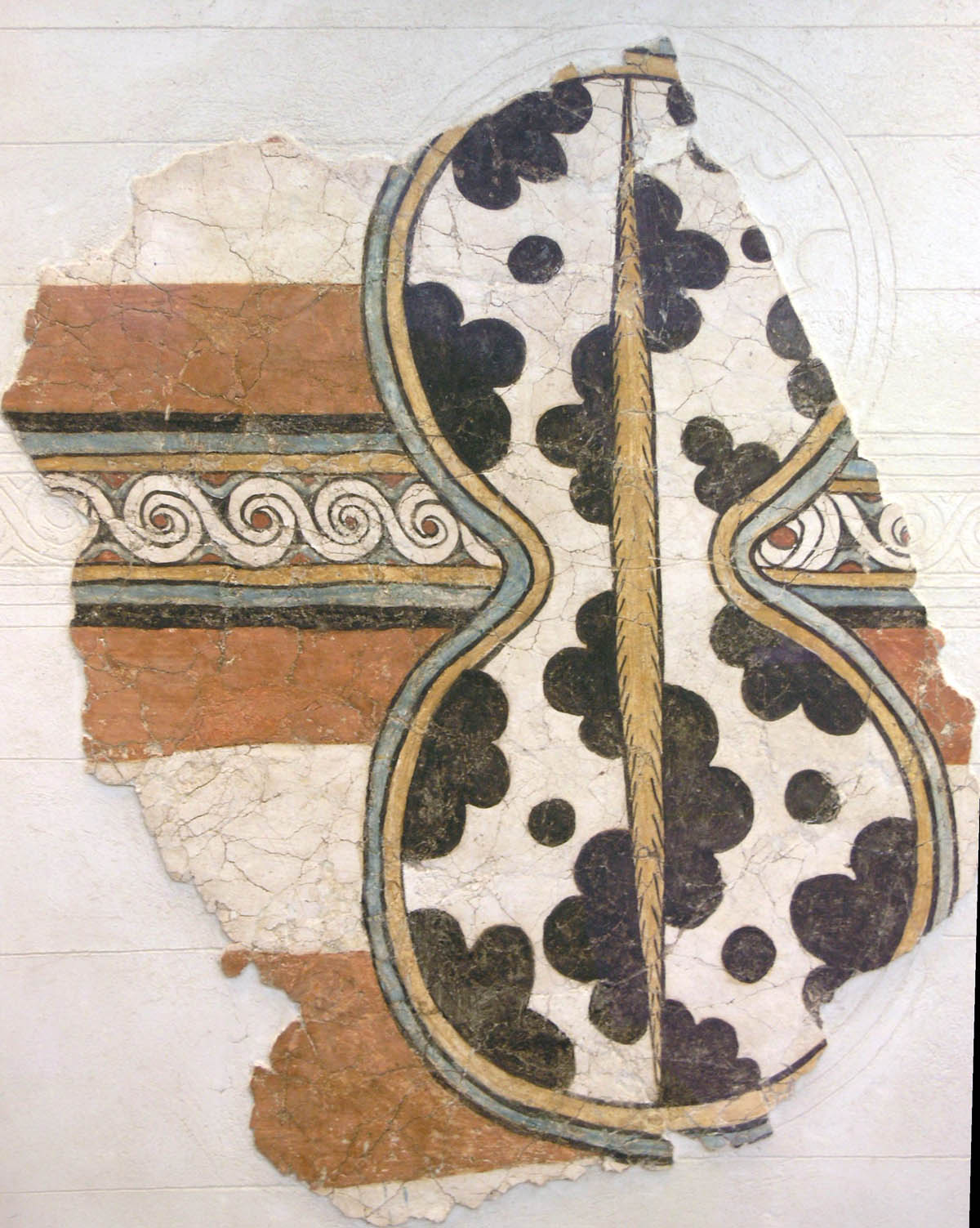
Fresc que representa un escut en forma de vuit, Micenes.

Els exèrcits micènics compartien diverses característiques amb altres potències importants de finals de l'edat del bronze: inicialment es basaven en infanteria pesant, que duia llances, grans escuts, i en alguns casos, armadura. Més endavant, al segle xiii aC, la guerra micènica va sofrir canvis importants tant en tàctiques com en armes. Les armadures van esdevenir més uniformes i flexibles, mentre que les armes esdevenien més petites i lleugeres. La llança va seguir sent la principal arma dels guerrers micènics fins al col·lapse de l'edat del bronze, mentre que l'espasa tenia un rol secundari en el combat.
El paper precís i la contribució dels carros de guerra en el camp de batalla és objecte de disputa a causa de falta de proves suficients. En general, sembla que durant els primers segles (s. XVI–s. XIV aC) els carros es feien servir com a vehicle de lluita, mentre que més endavant, al segle xiii aC, el seu paper es limitava al transport dins del camp de batalla. També formaven part dels exèrcits micènics guerrers muntats a cavall, tanmateix, el seu paper precís no és clar a causa de falta de dades arqueològiques.

### Campanyes
Després del col·lapse de la civilització minoica, els micènics van començar a construir el seu poder marítim al mar Egeu i es van expandir cap a les Illes de l'Egeu i a la costa d'Anatòlia. Els guerrers micènics també es contractaven com a mercenaris en exèrcits estrangers, com a Egipte. La natura bel·licosa dels micènics probablement va ser un factor decisiu en les seves relacions diplomàtiques amb les altres potències del final de l'edat del bronze. En textos hitites de l'època es parla d'Ahhiyawa, una civilització (generalment acceptada com a traducció de Grècia micènica) que enfortia la seva posició a l'Anatòlia occidental des de ca. 1400 fins a ca. 1220 aC. Durant aquest període, els reis d'Ahhiyawa estaven clarament al nivell dels reis hitites tant militarment com diplomàticament. En els documents es menciona que l'activitat d'Ahhiyawa era interferir en els afers d'Anatòlia, ja fos donant suport a alçaments antihitites o a través de dirigents locals vassalls que estenien sota la influència del rei d'Ahhiyawa.
Al voltant del 1400 aC, Attarsiya (possible traducció hitita d'Atreu) llançà una campanya encapçalada per carros de guerra i va atacar regions sota influència hitita. Més endavant, Attarsiya va envair l'illa d'Alashiya (Xipre) juntament amb aliats seus d'Anatòlia. La força invasora va acabar reeixint i van controlar l'illa després d'enderrocar les autoritats hitites locals. Les campanyes d'Attarsiya representen la primera activitat militar micènica contra els hitites de la qual es té constància. La confrontació entre hitites i ahhiyawans a Wilusa al segle xiii aC, el nom hitita per referir-se a Troia, podria haver donat els fonaments històrics de la tradició de la guerra de Troia.

## Llegat
Després de la caiguda de la Grècia micènica es va entrar en un període fosc. Els grecs van perdre el contacte amb altres civilitzacions avançades de l'època, cosa que va fer que l'equipament militar gairebé no es millorés i que evolucionés separadament. Així doncs, el llegat micènic va arribar a la Grècia clàssica.
Les batalles van seguir sense ser coordinades, sense tàctiques ni formacions. Els carros es van fer servir menys, i la infanteria va guanyar més pes. Pel que fa a les armes, les espases es van anar escurçant i les armadures es van fer de ferro. Els escuts en forma de vuit van donar pas a escuts circulars més petits.
En les seves èpiques (la Ilíada i l'Odissea), Homer descriu la guerra del període micènic. Aquesta etapa de la història de Grècia es considerava un període de guerrers-herois, que van liderar diverses campanyes militars a Grècia i a les àrees adjacents. La imatge dels grecs micènics a les èpiques homèriques és de persones bel·ligerants i d'una elit guerrera per qui l'honor era el valor més important.
Tanmateix, l'exactitud de les seves descripcions és discutida perquè l'autor va néixer uns 300 anys després del final de la civilització micènica i s'havien perdut bona part de les dades sobre els exèrcits micènics. Homer explica les batalles del període més antic que coneixia, al voltant d'un segle abans del seu naixement i afegeix descripcions de peces descobertes. Així, a les seves èpiques apareixen cascs d'ullals de senglar i l'ús de carros, tot i que certes descripcions difereixen del que han descobert historiadors.